# Elsa Zylberstein
Elsa Florence Zylberstein, oorspronkelijk Zylbersztejn, ook genoemd Elsa Stein, (Parijs, 16 oktober 1968) is een Frans actrice van deels Asjkenazisch-Joodse afkomst. Ze won voor haar bijrol in Il y a longtemps que je t'aime in 2009 een César Award, nadat ze daarvoor eerder werd genomineerd voor Van Gogh (1991), Beau fixe (1992) en Mina Tannenbaum (1994). In 1993 werd Zylberstein de Prix Romy Schneider voor beloftevolle actrices toegekend.
Zylberstein bouwde een curriculum vitae op met meer dan tien verschillende Franstalige filmrollen voordat ze in Unknown Things uit 1999 in een volledig Engelstalige rolprent verscheen. Hoewel Franstalige rollen (ook in Belgische en Canadese titels) het overgrote deel van haar werkzaamheden blijven beslaan, was ze sindsdien ook te zien in de Engelstalige film Not Afraid, Not Afraid.

## Filmografie
*Exclusief televisiefilms
| - Club Zero (2023) - Selfie (2019) - Je voudrais que quelqu'un m'attende quelque part (2019) - Je ne rêve que de vous (2019) - La vertu des impondérables (2019) - Bel Canto (2018) - Tout le monde debout (2018) - À bras ouverts (2017) - Chacun sa vie (2017) - Un sac de billes (2017) - Les Têtes de l'emploi (2016) - Un plus une (2015) - The Price of Desire (2015) - Gemma Bovery (2014) - À votre bon coeur Mesdames (2013) - Linhas de Wellington (2012) - Plan de table (2012) - Les tribulations d'une caissière (2011) - JC comme Jésus Christ (2011) - Un baiser papillon (2011) - Roses à crédit (2010) - La folle histoire d'amour de Simon Eskenazy (2009) - La maison Nucingen (2008, aka Nucingen House) - Nuit de chien (2008, aka This Night) - Il y a longtemps que je t'aime (2008, aka I've Loved You So Long) - La fabrique des sentiments (2008, aka The Feelings Factory) - Enfances (2007, aka Childhoods) - Unknown Things (2007) - Le concile de pierre (2006, aka The Stone Council) - J'invente rien (2006) - Journées froides qui menacent les plantes (2005) - La cloche a sonné (2005) - La petite Jérusalem (2005, aka Little Jerusalem) - Modigliani (2004) | - Pourquoi (pas) le Brésil (2004, aka Why (Not) Brazil?) - Demain on déménage (2004, aka Tomorrow We Move) - Qui perd gagne! (2003, aka Loser Takes All!) - 3 Blind Mice (2003) - Ce jour-là (2003, aka That Day) - Monsieur N. (2003) - Féroce (2002, aka Ferocious) - Un ange (2001) - Les fantômes de Louba (2001) - Not Afraid, Not Afraid (2001) - Combat d'amour en songe (2000, aka Love Torn in Dream) - Là-bas... mon pays (2000, aka Return to Algiers) - Le temps retrouvé, d'après l'oeuvre de Marcel Proust (1999, aka Marcel Proust's Time Regained) - Je veux tout (1999, aka I Want It All) - Lautrec (1998) - L'homme est une femme comme les autres (1998, aka Man Is a Woman) - XXL (1997) - Metroland (1997) - Tenue correcte exigée (1997) - Portraits chinois (1996, aka Shadow Play) - Un samedi sur la terre (1996, aka A Saturday on Earth) - Jefferson in Paris (1995) - Farinelli (1994) - Mina Tannenbaum (1994) - La place d'un autre (1993, aka The Place of Another) - Comment font les gens (1993) - De force avec d'autres (1993, aka Forced to Be with Others) - Beau fixe (1992, aka Set Fare) - Amoureuse (1992, aka Lover) - Alisée (1991) - La neige et le feu (1991, aka Snow and Fire) - Van Gogh (1991) - Génial, mes parents divorcent! (1991) - Baptême (1989) |

## Prijzen en nominaties

### Prijzen
- 1993: Romy Schneiderprijs
- 2009: Il y a longtemps que je t'aime: César voor beste actrice in een bijrol
- 2009: Il y a longtemps que je t'aime: Chlotrudis Awards voor beste actrice in een bijrol

### Nominaties voorCésarvoor beste jong vrouwelijk talent
- 1992: Van Gogh
- 1993: Beau fixe
- 1995: Mina Tannenbaum

- Bibsys: 4043403
- Biblioteca Nacional de España: XX1464781
- Bibliothèque nationale de France: cb14029518r (data)
- CiNii: DA1114610X
- Gemeinsame Normdatei: 135543517
- International Standard Name Identifier: 0000 0001 0929 041X
- Library of Congress Control Number: no98112932
- MusicBrainz: 5cda619e-f1bd-409f-9915-4fc4dfc22663
- Nationale Bibliotheek van Tsjechië: xx0102138
- Nationale bibliotheek van Australië: 35620783
- Nationale Bibliotheek van Israël: 987007314432005171
- Nederlandse Thesaurus van Auteursnamen: 314772421
- Réseau des bibliothèques de Suisse occidentale: 02-A013235065
- SNAC: w69k7nwn
- Système universitaire de documentation: 06155247X
- Trove: 1017456
- Virtual International Authority File: 100861044
- WorldCat: E39PBJrcm4gPFjyWMcwjy3wcT3